# Bell Records
Bell Records est un label discographique américain fondé en 1952 par Arthur Shimkin et disparu en 1974. Spécialisé dans la musique pop, il connaît ses plus grands succès dans les années 1970 avec des artistes comme les Bay City Rollers ou Barry Manilow.

## Liste d'artistes de Bell Records
- The 5th Dimension
- Bay City Rollers
- The Box Tops
- Solomon Burke
- The Drifters
- Gary Glitter
- Barry Manilow
- The O'Jays
- Syndicate of Sound